# Vinho espumante

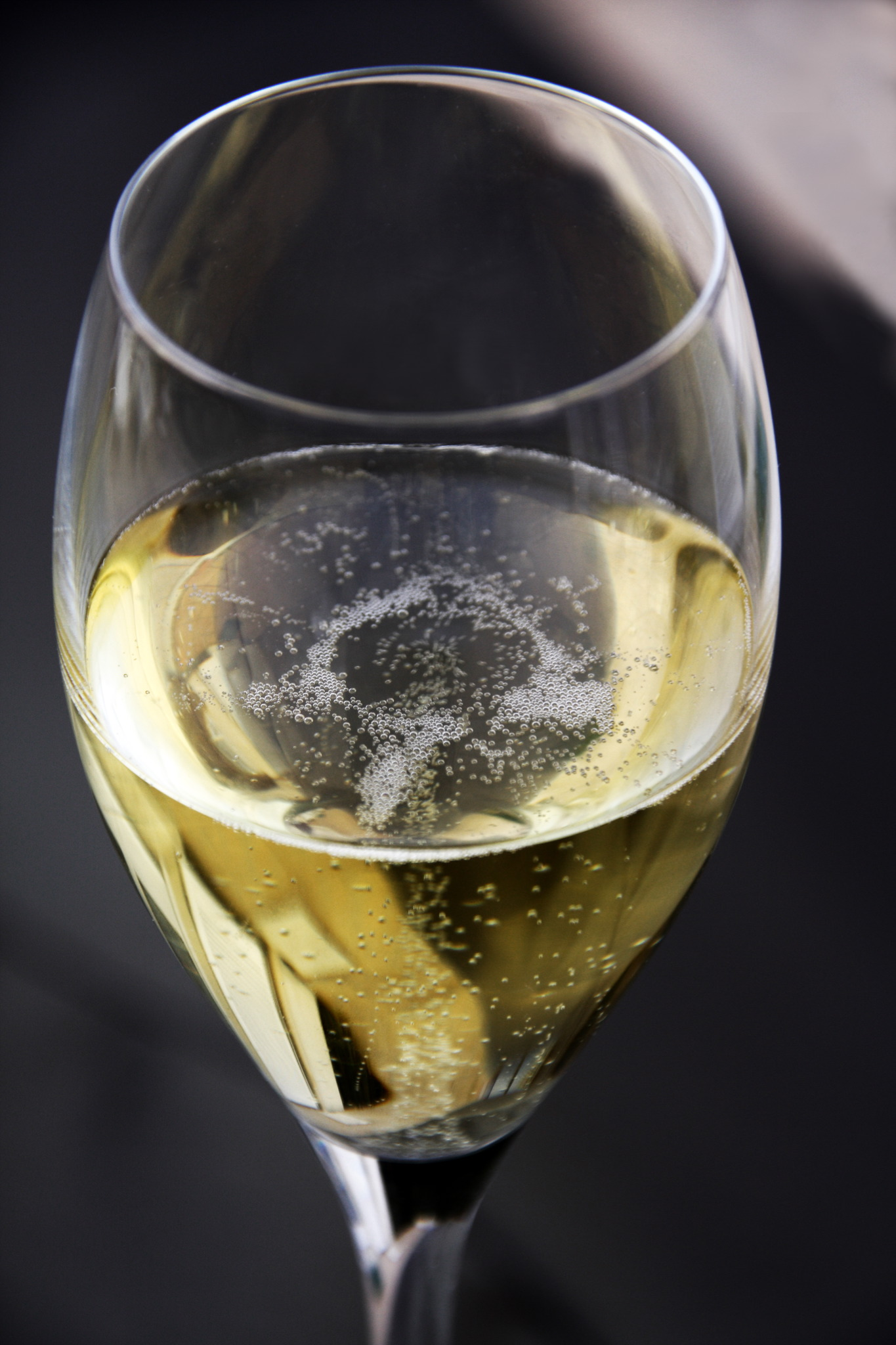

Espumante (ou frisante) é um tipo vinho que tem nível significativo de dióxido de carbono, fazendo-o borbulhar quando servido. O Dióxido de carbono resulta de fermentação natural, seja ela feita dentro da garrafa (Método champenoise) ou fora dela (Método Charmat).
As borbulhas de CO2 que se formam durante o serviço são denominadas perlage. Em alguns lugares do mundo a palavra champagne é usada como sinônimo de espumante, o que é vedado inclusive por algumas legislações.

## A diferença entre espumante e champagne
A diferença primordial entre essas duas bebidas ocorre sobretudo devido à sua origem geográfica. Os champanhes são vinhos espumantes fabricados exclusivamente na área de Champagne, no nordeste da França, enquanto os vinhos espumantes que não recebem essa designação podem ter sido produzidos em qualquer local do mundo.
Além disso, o processo de produção também acaba distinguindo o champanhe de vinhos espumantes convencionais, uma vez que champanhes geralmente são produzidos pelo Método Charmat (tanque), enquanto os espumantes comuns seguem o Método Tradicional.

## O que um espumante de qualidade deve conter?
Há diversos fatores que devem ser apontados ao escolher o melhor espumante para consumo, desde a colheita das uvas até a dosagem correta dos ingredientes na composição.
Ademais, é sempre importante estar atento a marca e local de compra do seu espumante, uma vez que marcas com maior volume de vendas e críticas positivas transmitem maior credibilidade.

## Exemplos de vinhos espumantes
- Alemanha:
  - Sekt
- Espanha:
  - Cava
  - Txacolí
  - Catalunha: Corpinnat; Cava
- França:
  - Champagne
- Itália:
  - Asti spumante
  - Franciacorta
  - Prosecco
  - Lambrusco
- Portugal:
  - Bairrada
  - Távora-Varosa
  - Melgaço
- Roménia:
  - Vin Spumos (Zarea)